# Rzygacz
Rzygacz, inaczej gargulec (łac. gargulio „gardło”), także: garłacz, pluwacz, plwacz – dekoracyjne, ozdobne, wystające poza lico muru, zakończenie rynny dachowej, z którego woda deszczowa ma swobodny odpływ wodospadowy.
Początkowo kamienne, później wykonywane z blachy. W czasach gotyku we Francji przybierają fantazyjne formy: twarzy ludzkich, paszczy zwierzęcych, fantastycznych stworów (na przykład Katedra Notre-Dame w Paryżu). Z Francji rozpowszechniły się na całą Europę. W Polsce najciekawsze pochodzą z okresu renesansu. Były stosowane na budynkach świeckich i sakralnych.
Rzygacze, gargulce i maszkarony umieszczano zwykle na zewnętrznych łukach i dachach świątyń: ostrzegały przed złem, ale jednocześnie chroniły przed nim, gdyż – jak wierzono – demony  muszą uciec, gdy zobaczą własny obraz.
Rzygaczami nazywani są również członkowie stowarzyszenia Akademia Rzygaczy działającego w Gdańsku i skupiającego miłośników tego miasta.

## Galeria

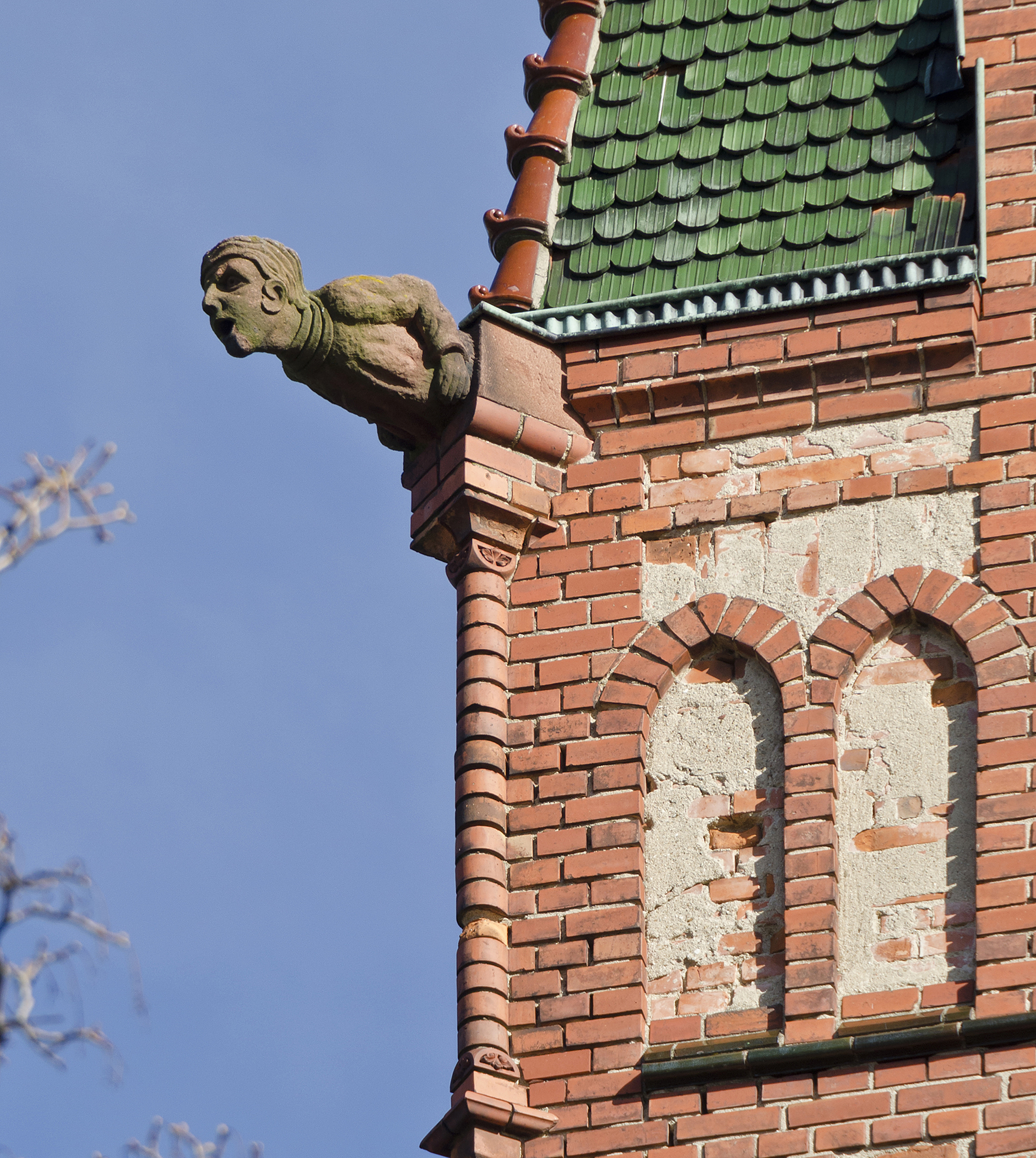
Rzygacz na kościele św. Jana Chrzciciela w Jaszkowej Dolnej
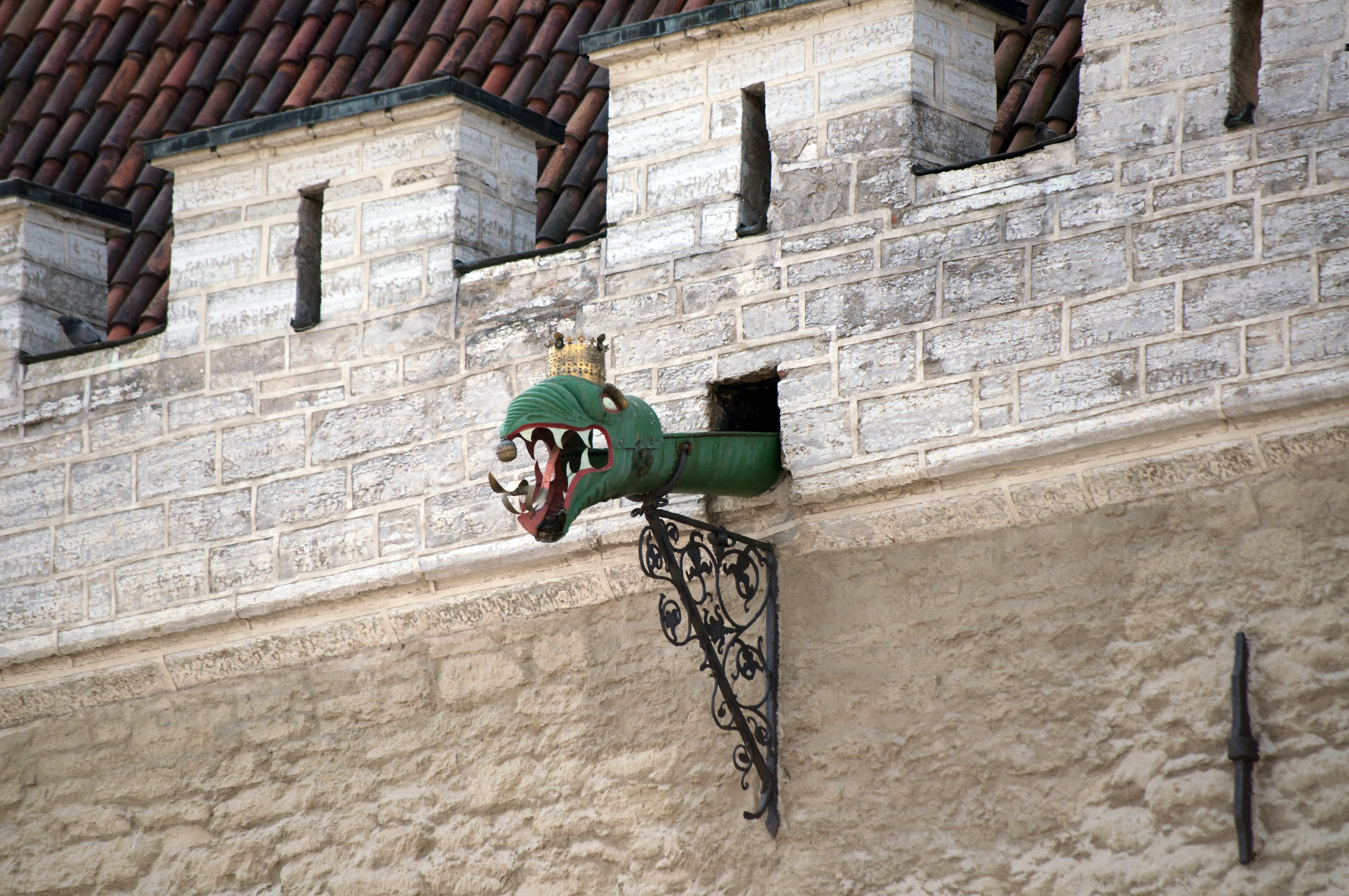
Rzygacz na ratuszu w Tallinnie
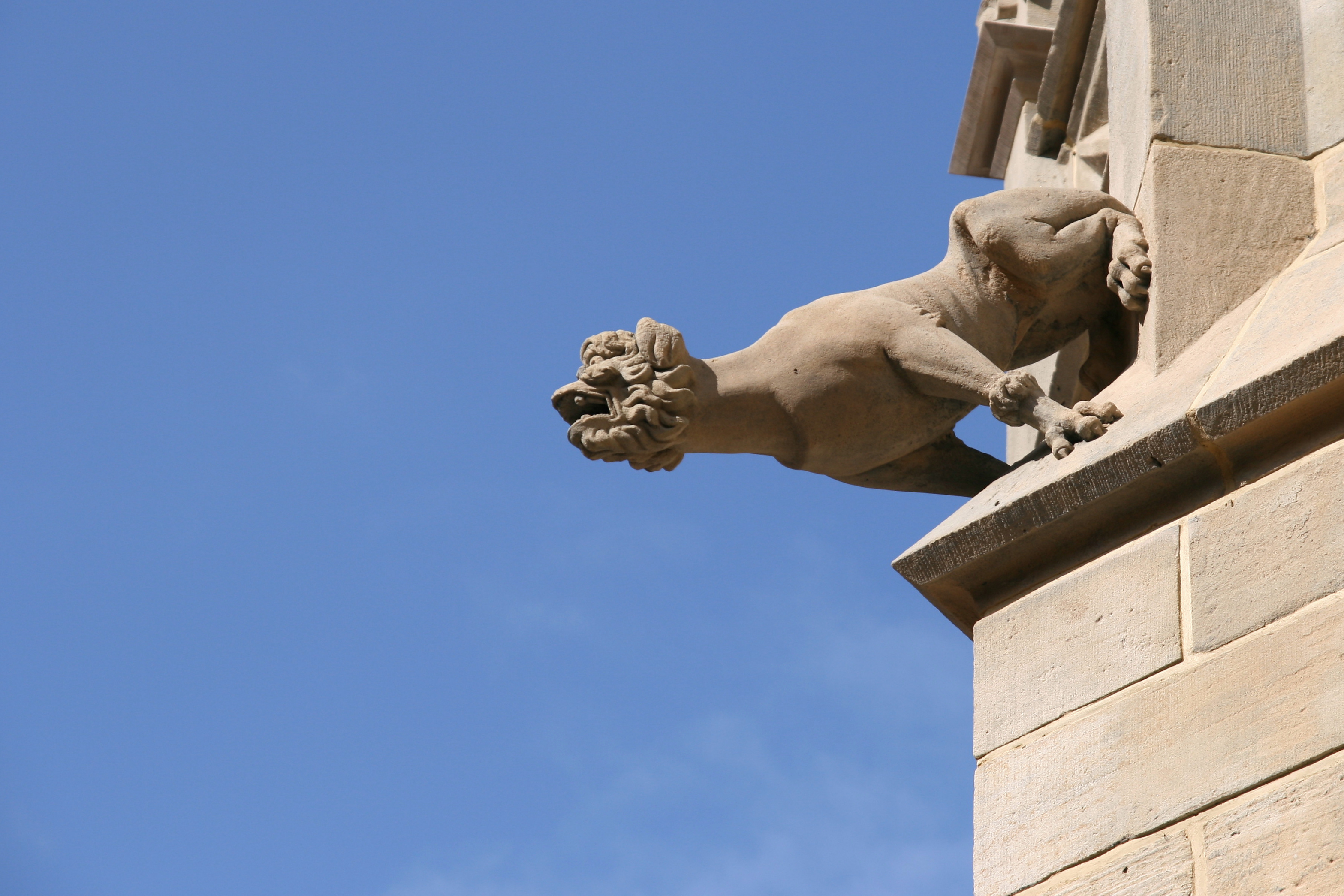
Rzygacz na wieży kościoła pw. NMP w Katowicach
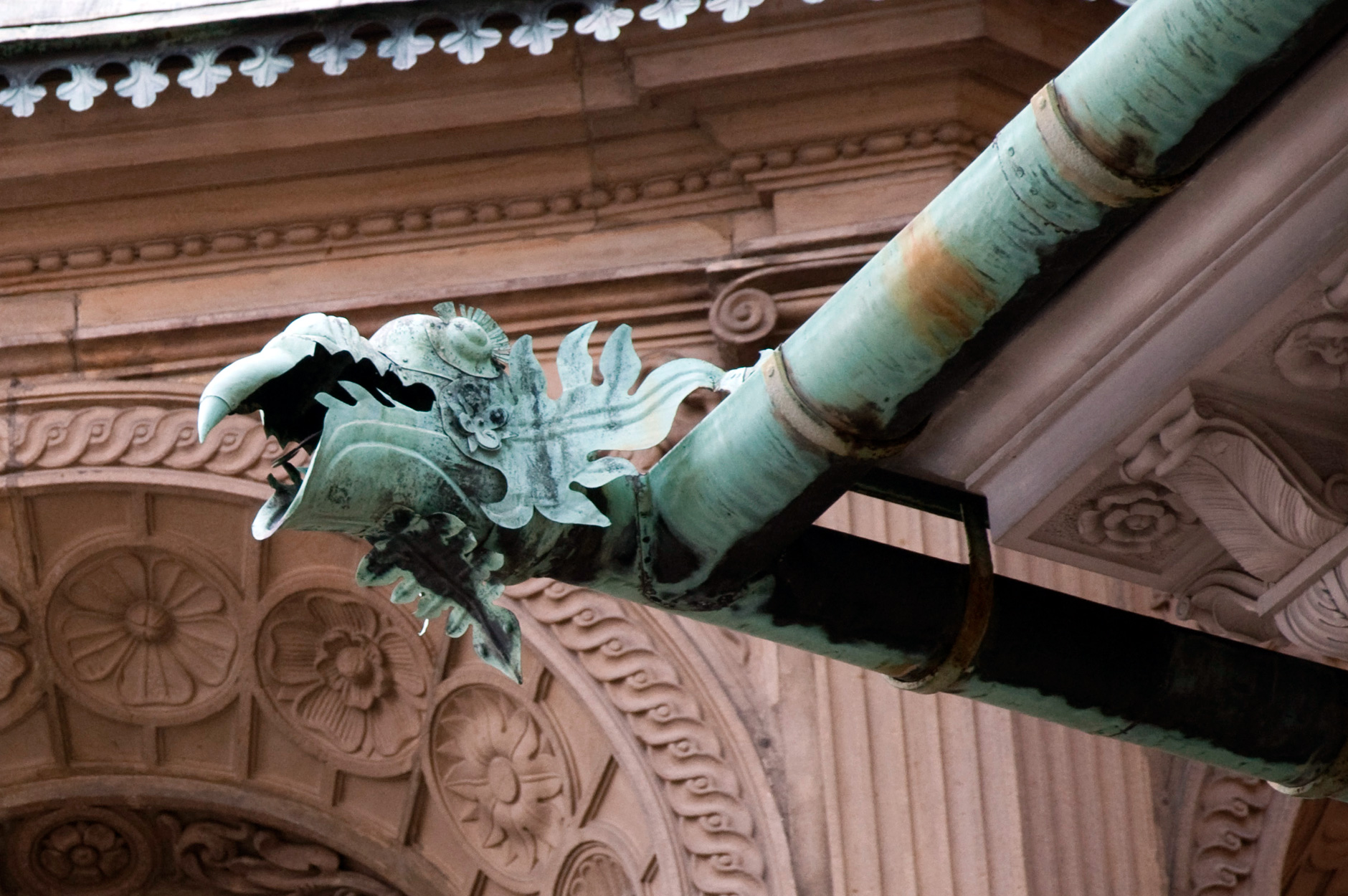
Rzygacz kaplicy Zygmunta na Wawelu
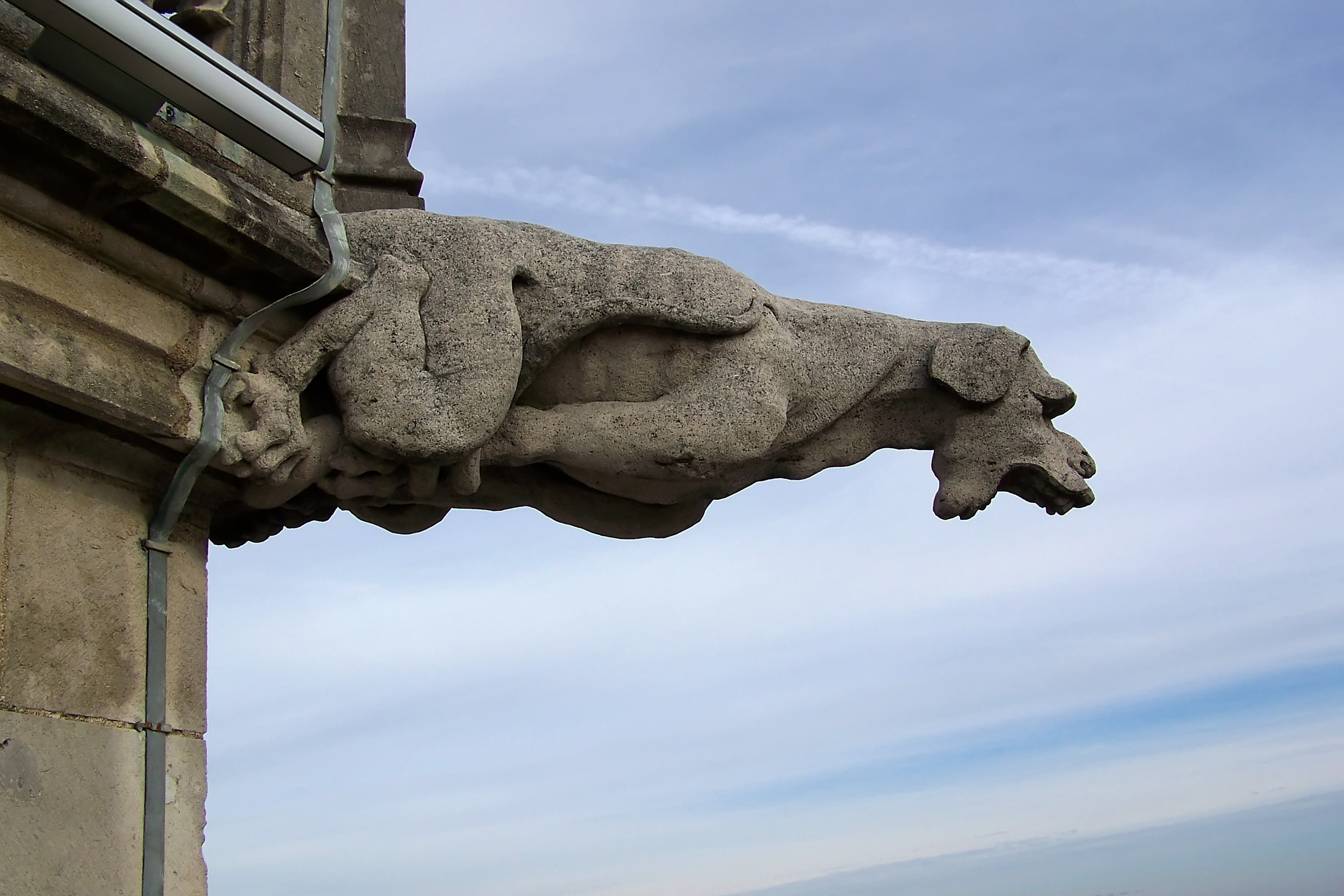
Gargulec na pałacu książąt burgundzkich w Dijon
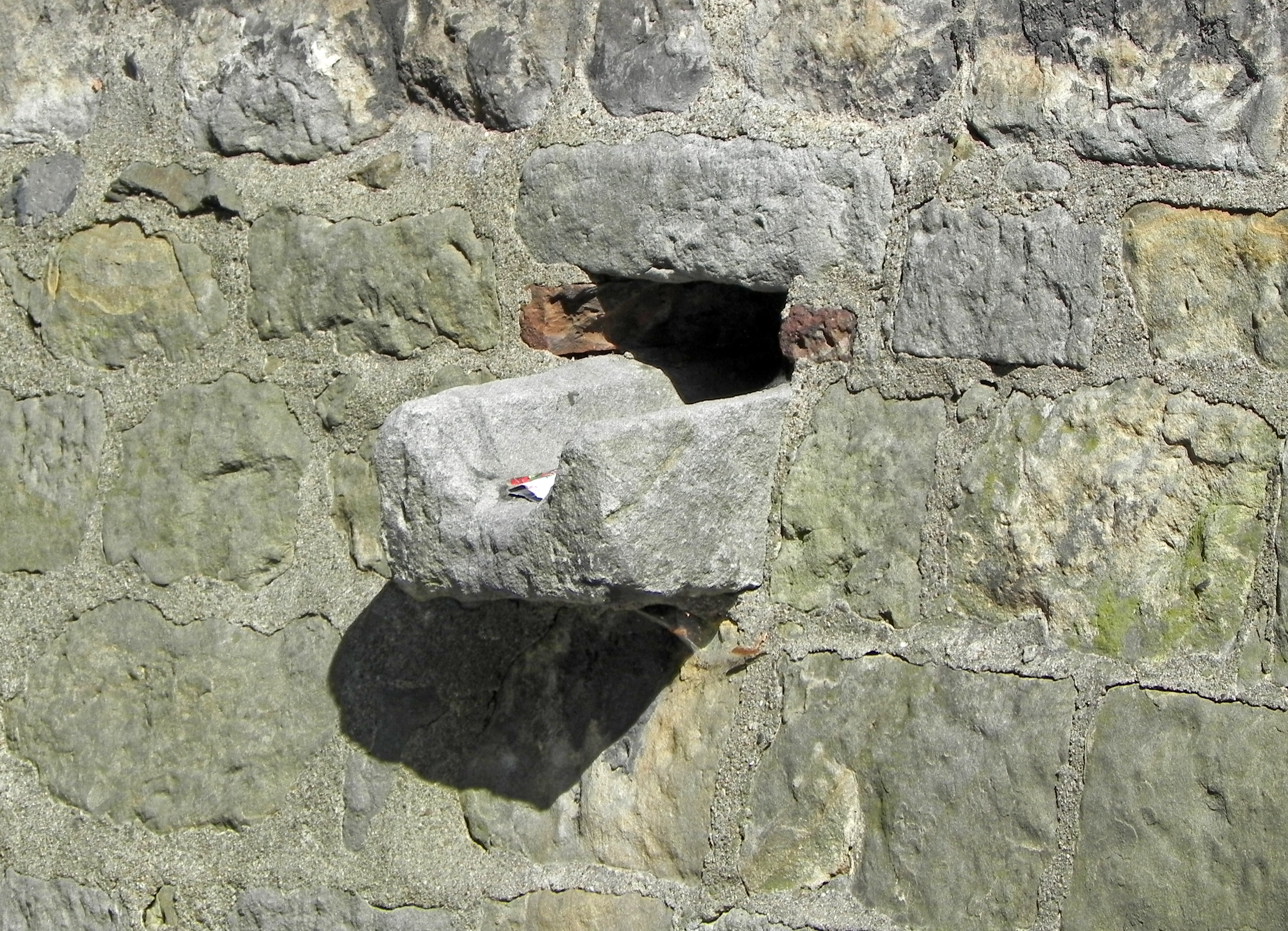
Średniowieczny rzygacz w murach miejskich w Kłodzku
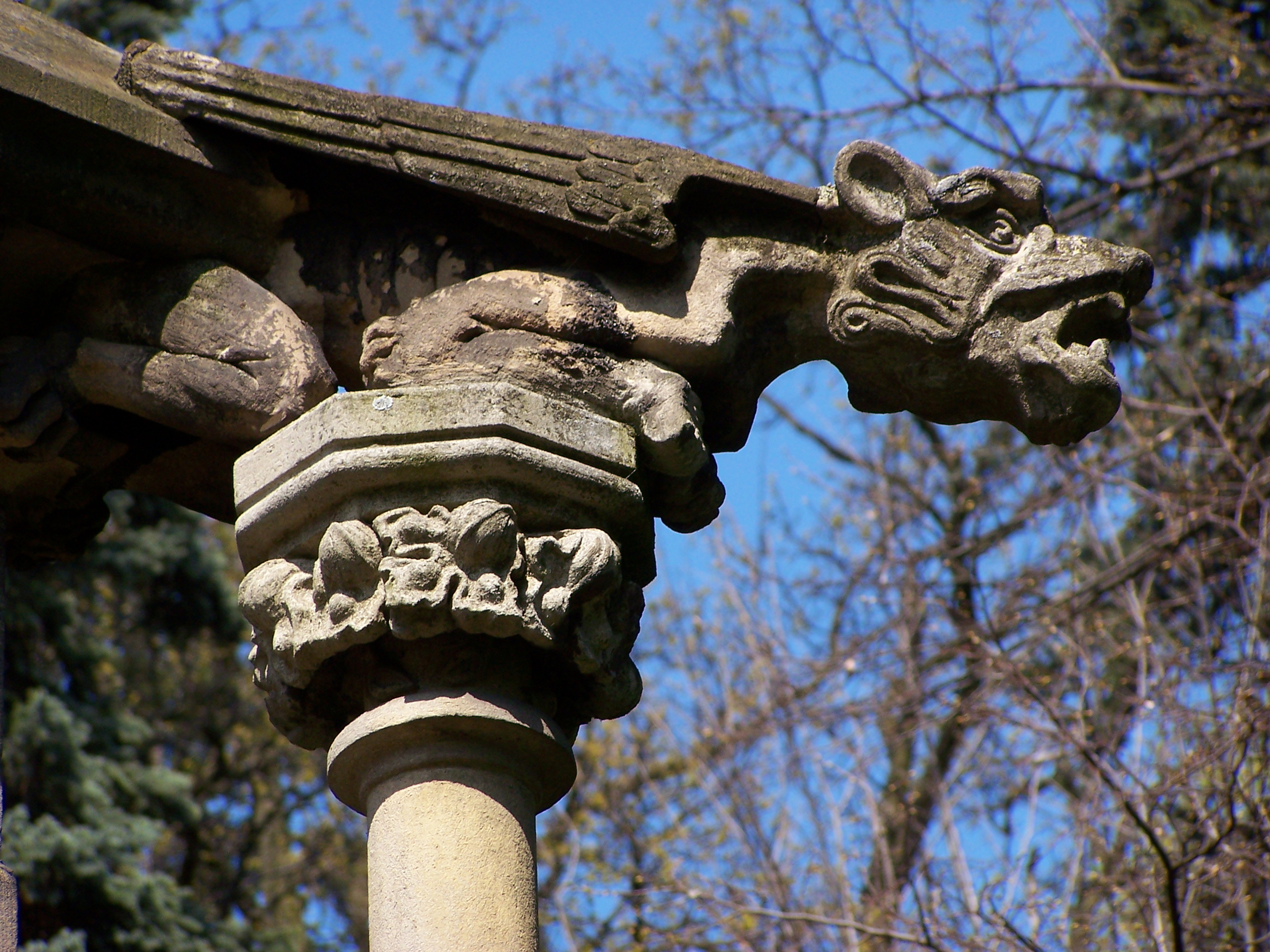
Rzygacz na mauzoleum Donnersmarcków w Świerklańcu
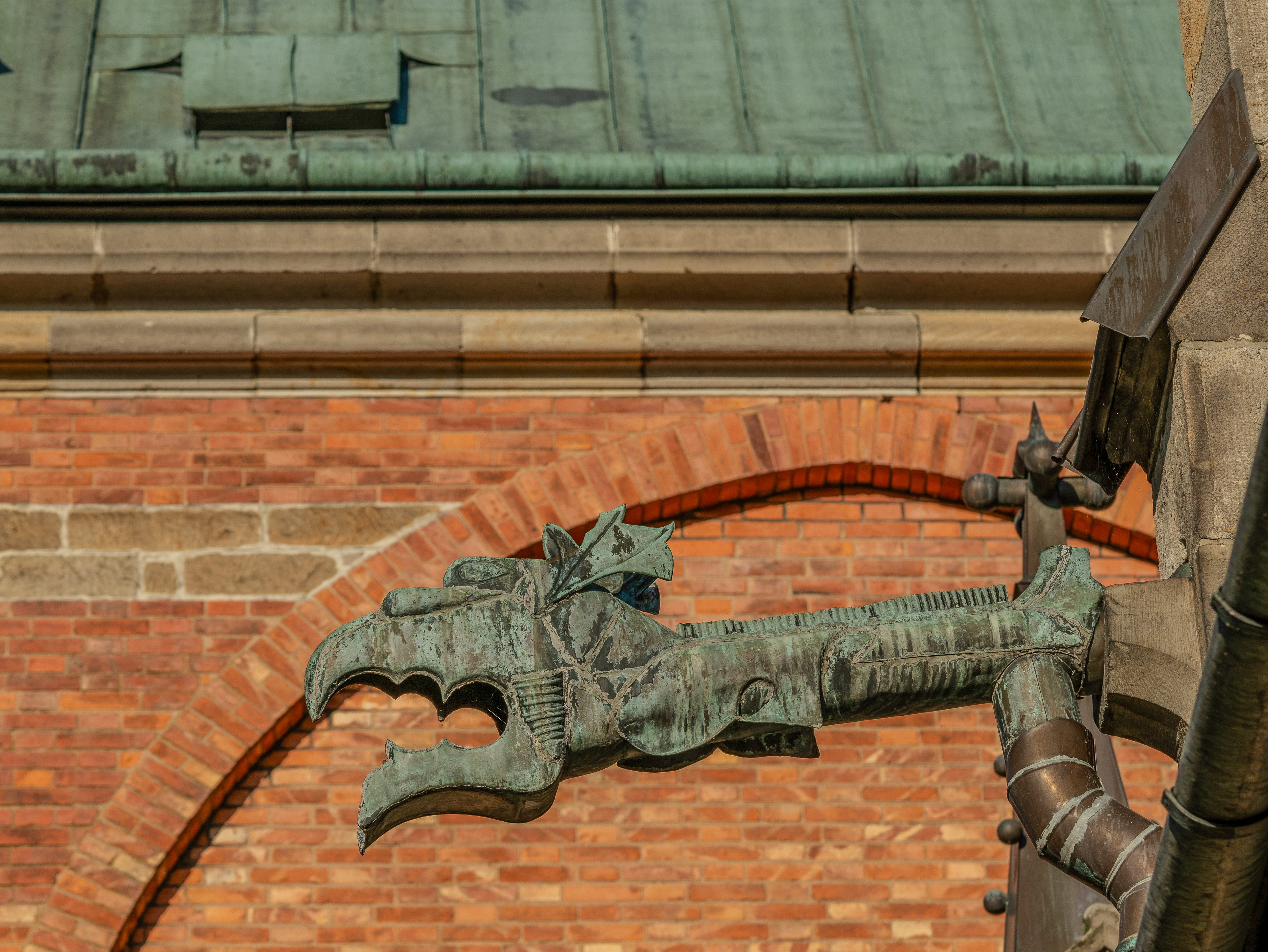
Rzygacz na kościele w Ciężkowicach